# Margarita Voites
Margarita Voites   (Moscou, 30 d'octubre de 1936 - 20 de juny de 2024) va ser una soprano coloratura estoniana.

## Biografia
Va començar la seva formació a la tardor de 1944 a Novosibirsk, però després que la família tornés a Estònia, continuà els seus estudis a Viljandi i Tartu. Després de graduar-se a l'escola secundària Tartu II, va ingressar a la Facultat d'Història i Idiomes de la Universitat Estatal de Tartu amb una llicenciatura en bibliografia.
El 1957 va arribar per primera vegada a l'escenari d'un teatre musical. El drama universitari va interpretar l'òpera de Emmerich Kálmán "Montmartre's Kannels" amb Margarita Voites. Els amics el va animar a abandonar la universitat i entrar a la classe de Linda Saul, professora associada al Conservatori de Tallinn, després de graduar-se el 1964 es va convertir en solista al Teatre Vanemuine. Allà van néixer els primers gloriosos papers de Margarita Voitese: Violetta i Gilda (La traviata i Rigoletto de Giuseppe Verdi) i Marguerite (Faust de Charles Gounod.

El 1969, la cantant es convertí en la prima donna estoniana durant dues dècades. Va ser l'últim moment del teatre: el públic va poder veure a Margarita Voite amb companys tan destacats com els barítons Georg Ots i Tiit Kuusik, els tenors Hendrik Krumm i Ivo Kuusk, els baixos Teo Maiste i Mati Palm, els directors d'orquestra Neeme Järvi i Eri Klas. A Violetta i a Gilda se'ls va oferir nous grans papers, la majoria dels quals han estat llorejats per Margarita Voites en l'òpera Lucia di Lammermoor de Gaetano Donizetti. Durant les actuacions d'Estònia fou invitada a l'Òpera Reial d'Estocolm (1985), Margarita Voites va cantar Lucia i el públic va respondre amb 15 minuts d'aplaudiments i trepitjos. Els crítics suecs van escriure:
| « | <Margarita Voites va celebrar el triomf amb la seva veu de soprano de coloratura fabulosa i neta, deliciosament expressiva. La seva insula insígnia de flauta era perfecta en tots els sentits, tant en l'entonació com en la riquesa de l'expressió.> | » |

Les heroïnes de l'òpera serioses contrastaven amb els papers de Margarita Voites en òperes còmiques i operetes, com Fiorilla (Il turco in Italia de Gioachino Rossini, Norina i Maria (Don Pasquale de Gaetano Donizetti i La Fille du régiment), la Sra. Herz (Teatridirektor" de Wolfgang Amadeus Mozart) Rosalinde i Adele (Die Fledermaus de Johann Strauss). Les últimes obres de la cantant a Estònia van incloure el paper principal a les Alcina de Georg Friedrich Händel i l'òpera Olympia de Jacques Offenbach "Les històries de Hoffmann".
A més de l'obra teatral, Margarita Voites ha donat concerts a Estònia, a tots els països de l'URSS, a molts països europeus (Txecoslovàquia, Romania, Bulgària, Alemanya, Hongria, Finlàndia, Itàlia, Xipre, Malta, Suïssa), Japó, Índia, Canadà, Sri Lanka, etc. És la primera cantant estoniana convidada a cantar al teatre Bolxoi de Moscou (1973) i a fer un concert en solitari a la sala de concerts de "Rossija Central". El 1979, Margarita Voites va rebre el màxim reconeixement d'aquella època: el títol d'Artista Popular de la URSS. El 1986, va ser guardonat amb el premi Georg Ots per "transmissió d'experiències i de tradicions de bel canto i activitats extenses de concerts".
Margarita Voites es va llicenciar en teatre el 1990, però la seva veu s'ha escoltat a les esglésies i sales de concerts fins als nostres dies. Les cançons religioses, gravades al CD del 2005 "Ave Maria", han guanyat un lloc especial al seu repertori en els darrers anys.

El 30 d'octubre del 2006, Margarita Voites va celebrar el seu 70è aniversari amb un concert de gala a la Sala d'Exposicions d'Estònia i va sorprendre el públic amb la seva rara forma vocal. 
| « | Escoltant la cantant, he tornat a adonar-me d'un fet ineludible: la naturalesa que és més forta que nosaltres per les seves lleis. Tot i això, hi ha moltes coses que no es poden aprendre ni comprar. Margarita Voites està dotada d'una veu única amb La seva veu ha mantingut tant valor afegit. | » |

El 2007, Margarita Voites va celebrar el seu 50è aniversari amb el llançament de la seva millor col·lecció de prima donna assoluta i la seva gira de concerts de presentació per Estònia. El 2008, Margarita Voites va ser elegida membre honorari de la Unió d'Actors Estònia. Les seves activitats concertístiques van continuar el 2009. A principis de desembre, Voites va cantar al concert commemoratiu de pel cantant Vello Jürna. A l'octubre de 2010, l'editorial Kunst Margarita Voitese va presentar una biografia Miracles atrapats.

## Companys famosos
Els tenors Vladimir Atlantov, Virgilijus Noreika, Kārlis Zarinš, Hendrik Krumm, els barítons Louis Quilico, Georg Ots, Tiit Kuusik, Vladimir Tšernov, els directors d'orquestra Neeme Järvi, Eri Klas i altres. En els darrers anys, també ha actuat amb artistes pop com Siiri Sisask, Koit Toome, Tõnis Mägi, el conjunt Noorkuu i altres.